# Титила (вулкан)
Титила — щитовой вулкан на Камчатке. Абсолютная высота — 1559 метров. Расположен на западном склоне Срединного хребта, у истоков реки Вторая Рассошина. Представляет собой небольшой щитовой вулкан исландского типа с пологим лавовым конусом. Неподалёку от вулкана находятся ещё несколько вулканов: Леутонгей, Горный Институт.
Вулкан начал формироваться в позднем плейстоцене и был активен 10-8 и 3-2,5 тыс. лет назад. Последнее извержение произошло около 2500 лет назад.